# Мрачное семилетие

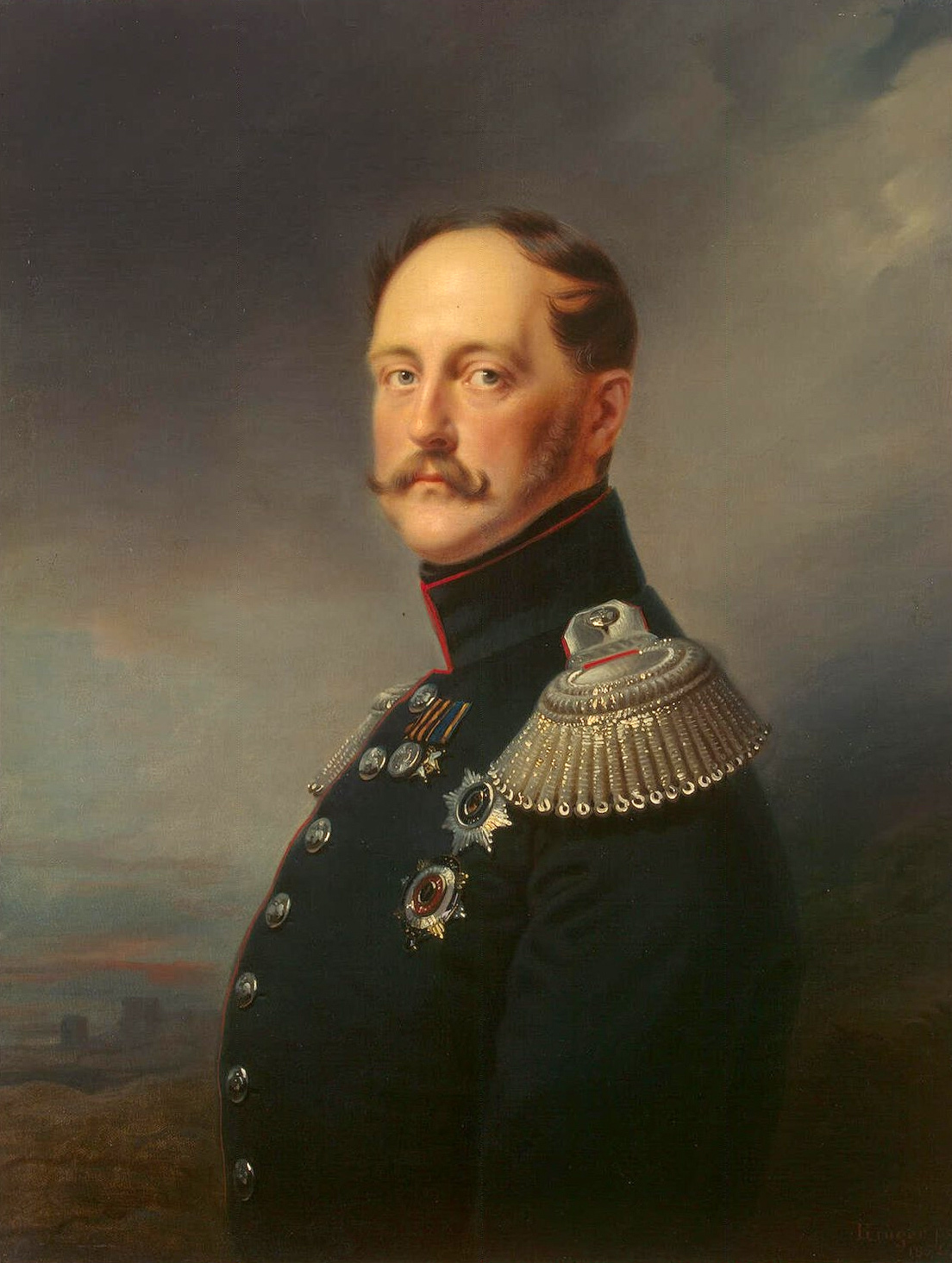
Портрет Николая I

Мра́чное семиле́тие (1848—1855 годы) — принятое в историографии название политики Николая I, направленной на ограничение гражданских свобод и усиление подавления инакомыслия в России в качестве реакции на революционные события в Европе 1848 года. Литературный критик П. В. Анненков полагал, что вместе с мрачным семилетием «начинается царство мрака в России».
Опасаясь проникновения «революционной заразы», Николай I в 1848 году начал ужесточать внутреннюю политику. Иностранцам был запрещён въезд в Россию, русским подданным — выезд за границу. Уже находившиеся за границей должны были вернуться под угрозой лишения подданства и конфискации имений.
Фанатик ярый Бутурлин,
Который, не жалея груди,
Беснуясь, повторял одно:
«Закройте университеты,
И будет зло пресечено!..»
(О муж бессмертный! не воспеты
Ещё никем твои слова,
Но твёрдо помнит их молва!
Пусть червь тебя могильный гложет,
Но сей совет тебе поможет
В потомство перейти верней,
Чем том истории твоей…)
В феврале 1848 года царь приказал «составить комитет, чтобы рассмотреть, правильно ли действует цензура и издаваемые журналы, соблюдают ли данные каждому программы». Для надзора за печатью был создан комитет во главе с военным и государственным деятелем Д. П. Бутурлиным — «бутурлинский комитет», который проверял уже прошедшие цензуру издания. Бутурлин пытался подвергнуть цензуре даже акафист Покрову Пресвятой Богородицы, чтобы исключить «оскорбительные» строки, среди которых, например, такие: «Радуйся, незримое укрощение владык жестоких и зверонравных» и в шуточном тоне заметил, что если бы Евангелие не было такой известной книгой, то цензуре, конечно, нужно было бы исправить и её. Одним из наиболее известных дел комитета было запрещение «Карманного словаря иностранных слов», отразившего идеи петрашевцев.
Новым преследованиям подверглись университеты. В каждом университете, за исключением Московского, могло учиться не более трёхсот студентов. Плата за обучение возросла, надзор за студентами и профессорами усилился. Даже выдающийся имперский государственник, министр народного просвещения, создатель идеологии официальной народности С. С. Уваров показался царю слишком либеральным. Министром просвещения стал князь П. А. Ширинский-Шихматов, требовавший, чтобы «впредь все положения и науки были основаны не на умствованиях, а на религиозных истинах в связи с богословием». Новый министр предпринял ряд исключительных мероприятий: установление комплекта студентов в университетах; запрещение поездок за границу с ученой целью; распоряжение доставлять в Публичную Библиотеку литографированные лекции за подписями профессоров; прием в университеты лиц исключительно дворянского сословия; прекращение чтения философии светскими профессорами; упразднение и передача преподавания логики и психологии профессорам богословия. По отношению к средним и низшим учебным заведениям главной заботой министра было исполнение Высочайшей воли сделать Закон Божий основой всякого полезного учения. 
В период мрачного семилетия «давление сразу и внезапно усилилось настолько, что, очевидно, не могло продолжаться слишком долго; в беспросветном мраке чувствовалось приближение света, но, чтобы дождаться его, надо было пережить семь черных, тяжелых лет». Эта интерпретация последнего семилетия царствования Николая I была дана литературоведом и критиком первой половины XX века Р. В. Ивановым-Разумником в соответствии с единодушным восприятием политики тех лет западниками и славянофилами — представителями русской интеллигенции, независимыми по образу мыслей, на себе ощутившими административно-полицейский контроль.
К концу эпохи Николая I, по словам историка С. М. Соловьёва, «фрунтовики (прозвище строевых офицеров) воссели на всех правительственных местах, и с ними воцарились невежество, произвол, грабительство, всевозможные беспорядки». Закономерным финалом этой политики стало поражение в Крымской войне.
В феврале 1855 года умирает Николай I, и смерть его положила конец «мрачному семилетию». Ощущение перемен в обществе возникло практически сразу.
Лингвист и историк литературы Ф. И. Буслаев вспоминал о мрачном семилетии следующее: «В самом конце сороковых годов настало для Западной Европы смутное время, грозившее сокрушить уже заранее поколебленные основы всего государственного и общественного строя. Чтобы упредить и предотвратить вторжение того же в пределы нашего отечества и очистить умы от всякого налетного поветрия, были приняты у нас строжайшие меры… В мероприятиях бдительной прозорливости предполагалось, что посеянные у нас семена западного мятежа могли дать ядовитые ростки».